# Цвијан
Цвијан је словенско презиме и име. Најзаступљеније је у Србији.

## Значајни људи
Познати људи са овим овим именом су:

### Презиме
- Владимир Цвијан (1976–2018), политичар

### Име
- Цвијан Милошевић (1963), фудбалер
- Цвијан Шарић (1652–1668), војник